# Jackson King V
La Jackson King V è una chitarra costruita da Jackson Guitars, che grazie al tipo di legno scelto (spesso ontano o acero) e al settaggio dei pick-up, rigorosamente humbucker, permette di suonare un genere con pesanti distorsioni. Come le altre chitarre della Jackson, è infatti adoperata principalmente nella musica heavy metal.
L'ideazione di questa chitarra venne commissionata dal chitarrista dei Ratt Robbin Crosby (conosciuto anche come Robbin "KING" Crosby) che negli anni ottanta si rivolse al marchio di chitarre Charvel/Jackson per farsi costruire un modello ispirato alla popolare Jackson Randy Rhoads, ma che, come il modello d'origine, Gibson Flying V, aveva le punte di uguale lunghezza. Il modello venne reso in seguito popolare anche da Dave Mustaine, frontman dei Megadeth.
Da questo modello deriva la Jackson KV2.